# Selenops morosus
Selenops morosus är en spindelart som beskrevs av Banks 1898. Selenops morosus ingår i släktet Selenops och familjen Selenopidae. Inga underarter finns listade i Catalogue of Life.